# Lorås
Lorås är en by i Hammerdals socken, Strömsunds kommun, Jämtlands län.
Lorås ligger längs europaväg 45 mellan Häggenås och Hammerdal. Orten är känd för återkommande riddarspel.

## Befolkningsutveckling
| Befolkningsutvecklingen i Lorås 1955–2010 | Befolkningsutvecklingen i Lorås 1955–2010 | Befolkningsutvecklingen i Lorås 1955–2010 | Befolkningsutvecklingen i Lorås 1955–2010 | Befolkningsutvecklingen i Lorås 1955–2010 |
| ----------------------------------------- | ----------------------------------------- | ----------------------------------------- | ----------------------------------------- | ----------------------------------------- |
|                                           |                                           |                                           |                                           |                                           |
| År                                        |                                           |                                           | Folkmängd                                 |                                           |
| 1955                                      | 1955                                      |                                           | 114                                       |                                           |
| 1960                                      | 1960                                      |                                           | 114                                       |                                           |
| 1965                                      | 1965                                      |                                           | 96                                        |                                           |
| 1970                                      | 1970                                      |                                           | 78                                        |                                           |
| 1975                                      | 1975                                      |                                           | 86                                        |                                           |
| 1980                                      | 1980                                      |                                           | 90                                        |                                           |
| 1985                                      | 1985                                      |                                           | 78                                        |                                           |
| 1990                                      | 1990                                      |                                           | 77                                        |                                           |
| 1996                                      | 1996                                      |                                           | 50                                        |                                           |
| 2000                                      | 2000                                      |                                           | 68                                        |                                           |
| 2006                                      | 2006                                      |                                           | 62                                        |                                           |
| 2010                                      | 2010                                      |                                           | 56                                        |                                           |
|                                           |                                           |                                           |                                           |                                           |